# Yang Wei (turner)
Dit is een Chinese naam; de familienaam is Yang.
Yang Wei (Xiantao, 8 februari 1980) is een Chinees turner. 
Yang won met de Chinese ploeg olympisch goud in 2000 en tijdens dezelfde spelen de zilveren medaille in de meerkamp.
Tijdens de Olympische Zomerspelen 2004 won Yang geen medailles. 
Op de wereldkampioenschappen van 2006 won Yang voor de derde maal de wereldtitel in de landenwedstrijd, individueel won Yang de meerkamp en brug. In 2007 was de eerste mannelijke turner sinds Peter Šumi in 1926 die zijn wereldtitel in de meerkamp met succes verdedigde.
In 2008 won Yang de gouden medaille in de landenwedstrijd en de meerkamp en de zilveren medaille aan de ringen.

## Resultaten

### Olympische Zomerspelen
| Jaar | Plaats | Resultaten                                                                 |
| ---- | ------ | -------------------------------------------------------------------------- |
| 2000 | Sydney | in de landenwedstrijd in de meerkamp 4e op vloer 4e aan de ringen          |
| 2004 | Athene | 5e in de landenwedstrijd 7e in de meerkamp                                 |
| 2008 | Peking | in de landenwedstrijd in de meerkamp aan de ringen 4e op het paard voltige |

### Wereldkampioenschappen turnen
| Jaar | Plaats    | Resultaten                                           |
| ---- | --------- | ---------------------------------------------------- |
| 1999 | Tianjin   | in de landenwedstrijd · aan de rekstok               |
| 2002 | Debrecen  | op sprong                                            |
| 2003 | Anaheim   | in de landenwedstrijd · in de meerkamp               |
| 2006 | Aarhus    | in de landenwedstrijd · in de meerkamp · aan de brug |
| 2007 | Stuttgart | in de landenwedstrijd · in de meerkamp               |

1900: Gustave Sandras ·
1904: Julius Lenhart ·
1908: Alberto Braglia ·
1912: Alberto Braglia ·
1920: Giorgio Zampori ·
1924: Leon Štukelj ·
1928: Georges Miez ·
1932: Romeo Neri ·
1936: Alfred Schwarzmann ·
1948: Veikko Huhtanen ·
1952: Viktor Tsjoekarin ·
1956: Viktor Tsjoekarin ·
1960: Boris Sjachlin ·
1964: Yukio Endo ·
1968: Sawao Kato ·
1972: Sawao Kato ·
1976: Nikolaj Andrianov ·
1980: Aleksandr Ditjatin ·
1984: Koji Gushiken ·
1988: Vladimir Artemov ·
1992: Vitali Tsjerbo ·
1996: Li Xiaoshuang ·
2000: Aleksej Nemov ·
2004: Paul Hamm ·
2008: Yang Wei ·
2012: Kōhei Uchimura ·
2016: Kōhei Uchimura ·
2020: Daiki Hashimoto ·
2024: Shinnosuke Oka
1904: Grieb, Hess, Heida, Kassell, Lenhart, Reckeweg ·
1908: Åsbrink, Bertilsson, Cedercrona, Cervin, Degermark, Folcker, Forssman, Granfelt, Hårleman, Hellsten, Höjer, Holmberg, Holmberg, Holmberg, Jahnke, Jarlén, Johnsson, Johnsson, von Kantzow, Landberg, Lanner, Ljung, Moberg, Norberg, Norberg, Norberg, Norling, Norling, Olson, Peterson, Rosén, Rosenquist, Sjöblom, Sörvik, Sörvik, Svensson, Vingqvist, Widforss ·
1912: Bianchi, Boni, Braglia, Domenichelli, Fregosi, Gollini, Loi, Maiocco, Mangiante, Mangiante, Mazzarocchi, Romano, Salvi, Savorini, Tunesi, Zampori, Zanolini, Zorzi ·
1920: Andreoli, Bellotto, Bianchi, Bonatti, Cambiaso, Contessi, Costigliolo, Costigliolo, Domenichelli, Ferrari, Fregosi, Ghiglione, Levati, Loi, Lucchetti, Maiocco, Mandrini, Mangiante, Marovelli, Mastromarino, Paris, Pastorini, Roselli, Salvi, Tubino, Zampori, Zorzi ·
1924: Cambiaso, Lertora, Lucchetti, Maiocco, Mandrini, Martino, Paris, Zampori ·
1928: Grieder, Güttinger, Hänggi, Mack, Miez, Pfister, Steinemann, Wezel ·
1932: Capuzzo, Guglielmetti, Lertora, Neri, Tognini ·
1936: Beckert, Frey, Schwarzmann, Stadel, Stangl, Steffens, Volz, Winter ·
1948: Aaltonen, Huhtanen, Laitinen, Rove, Saarvala, Salmi, Savolainen, Teräsvirta ·
1952: Beljakov, Berdijev, Korolkov, Leonkin, Moeratov, Perelman, Sjaginjan, Tsjoekarin ·
1956: Azarjan, Moeratov, Sjachlin, Stolbov, Titov, Tsjoekarin ·
1960: Aihara, Endo, Mitsukuri, Ono, Takemoto, Tsurumi ·
1964: Endo, Hayata, Mitsukuri, Ono, Tsurumi, Yamashita ·
1968: Endo, S. Kato, T. Kato, Kenmotsu, Nakayama, Tsukahara ·
1972: Kasamatsu, Kato, Kenmotsu, Nakayama, Okamura, Tsukahara ·
1976: Fujimoto, Igarashi, Kajiyama, Kato, Kenmotsu, Tsukahara ·
1980: Andrianov, Azarjan, Ditjatin, Makoets, Markelov, Tkatsjov ·
1984: Conner, Daggett, Gaylord, Hartung, Johnson, Vidmar ·
1988: Artemov, Bilozertsjev, Gogoladze, Charkow, Ljoekin, Novikov ·
1992: Belenki, Korobtsjinski, Misjoetin, Sjaripov, Tsjerbo, Voropajev ·
1996: Sergei Charkow, Krjoekov, Nemov, Podgorny, Troesj, Vasilenko, Voropajev ·
2000: Huang, Li, Xiao, Xing, Yang, Zheng ·
2004: Kashima, Mizutori, Nakano, Tomita, Tsukahara, Yoneda ·
2008: Chen, Huang, Li, Xiao, Yang, Zou ·
2012: Chen, Feng, Guo, Zhang, Zou ·
2016: Katō, Shirai, Tanaka, Uchimura, Yamamuro ·
2020: Abljazin, Beljavskij, Dalalojan, Nagorny ·
2024: Hashimoto, Kaya, Oka, Sugino, Tanigawa